# La Puebla de Almoradiel
La Puebla de Almoradiel ist eine spanische Gemeinde  (municipio) in der Provinz Toledo der Autonomen Region Kastilien-La Mancha. 2024 hatte die Gemeinde 4.887 Einwohner. Die Gemeindefläche beträgt 328,70 km².

## Lage
La Puebla de Almoradiel liegt etwa 80 Kilometer südöstlich von Toledo in einer Höhe von ca. 695 m. Der Río Giguela durchschneidet die Gemeinde von Südwest nach Nordost.
Durch die Gemeinde führt die Autopista AP-36 von Ocaña nach La Roda.

## Bevölkerungsentwicklung
| Jahr      | 1900  | 1910  | 1920  | 1930  | 1940  | 1950  | 1960  | 1970  | 1981  | 1991  | 2001  | 2011  | 2021  |
| --------- | ----- | ----- | ----- | ----- | ----- | ----- | ----- | ----- | ----- | ----- | ----- | ----- | ----- |
| Einwohner | 3.628 | 4.111 | 4.659 | 5.511 | 5.748 | 6.789 | 6.689 | 5.563 | 5.741 | 5.347 | 5.422 | 5.976 | 5.041 |

## Sehenswürdigkeiten
- Johannes-der-Täufer-Kirche (Iglesia de San Juan Bautista)
- Christuskapelle (Ermita del Santísimo Cristo de la Salud)
- Marienkapelle (Ermita de Nuestra Señora del Egido)
- astronomisches Zentrum und Observatorium von La Hita

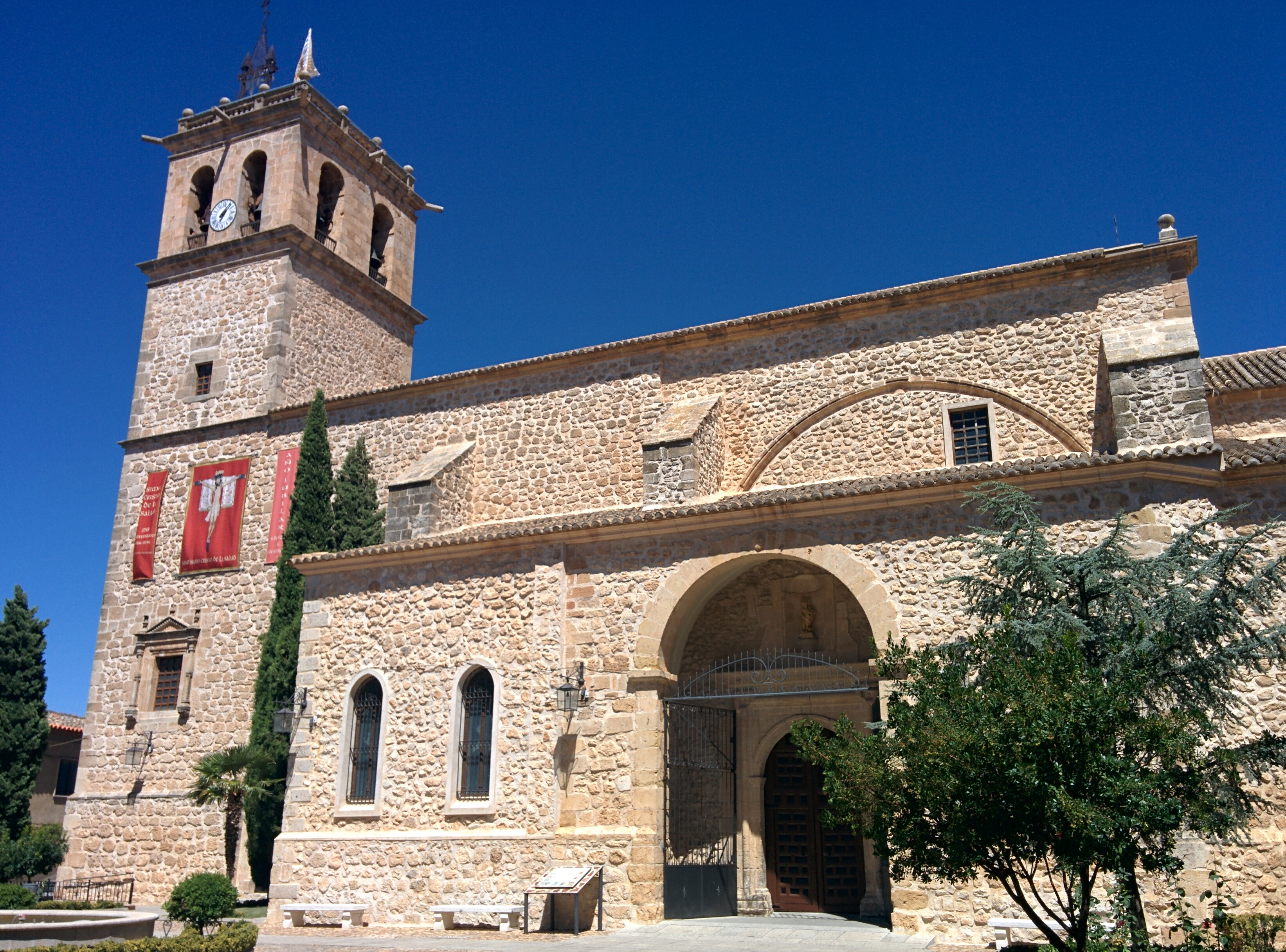
Johannes-der-Täufer-Kirche
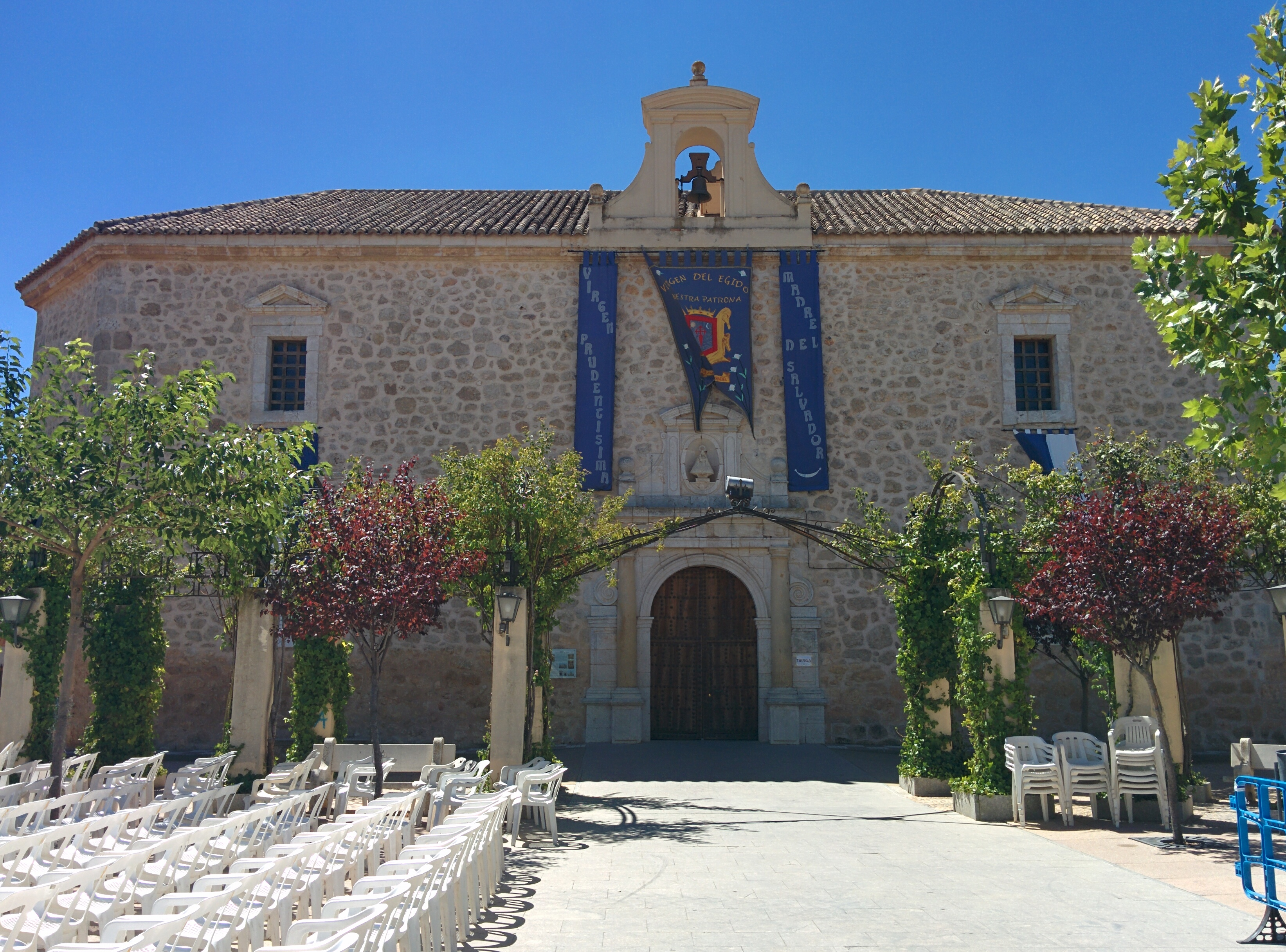
Marienkapelle
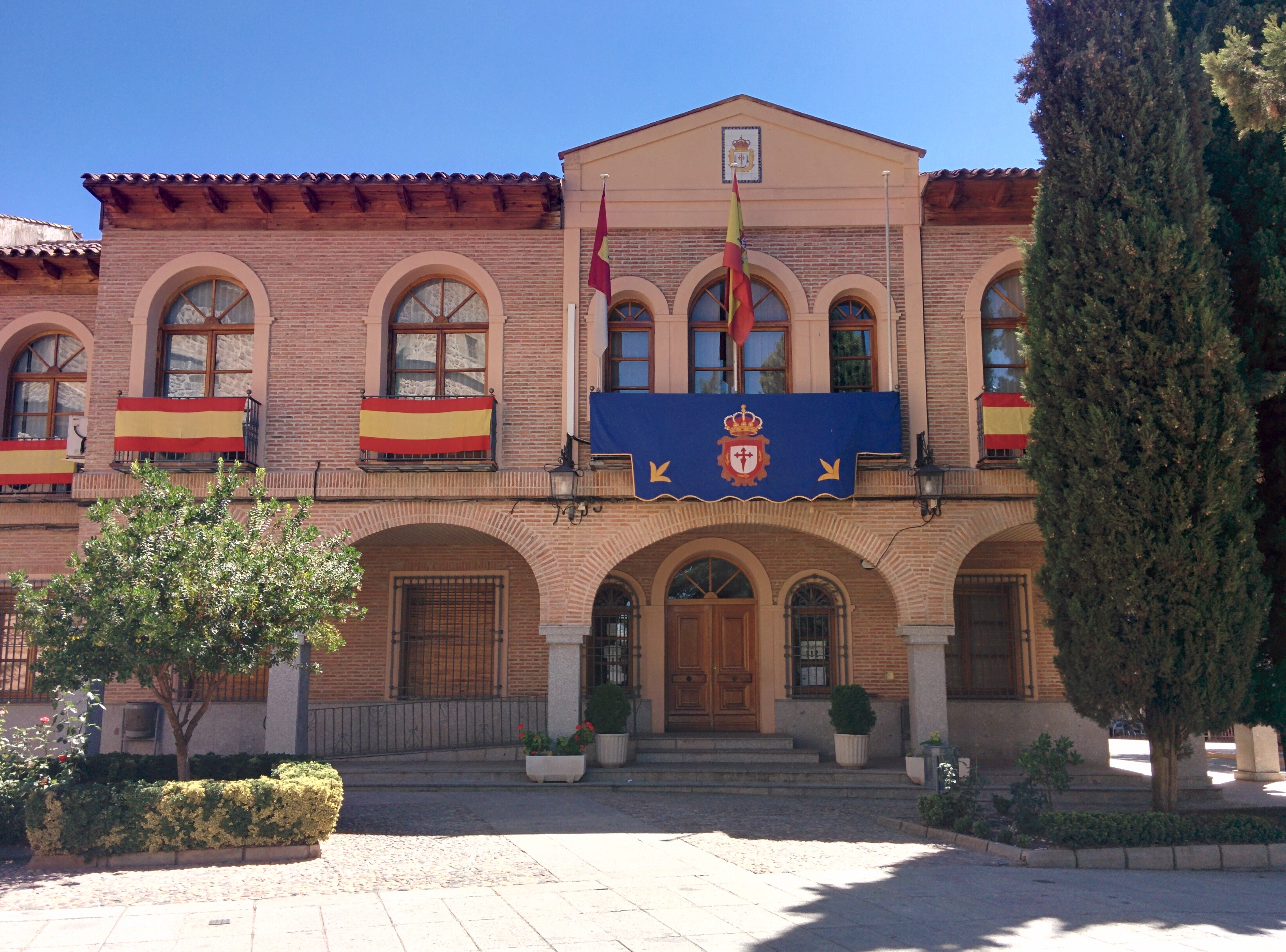
Rathaus
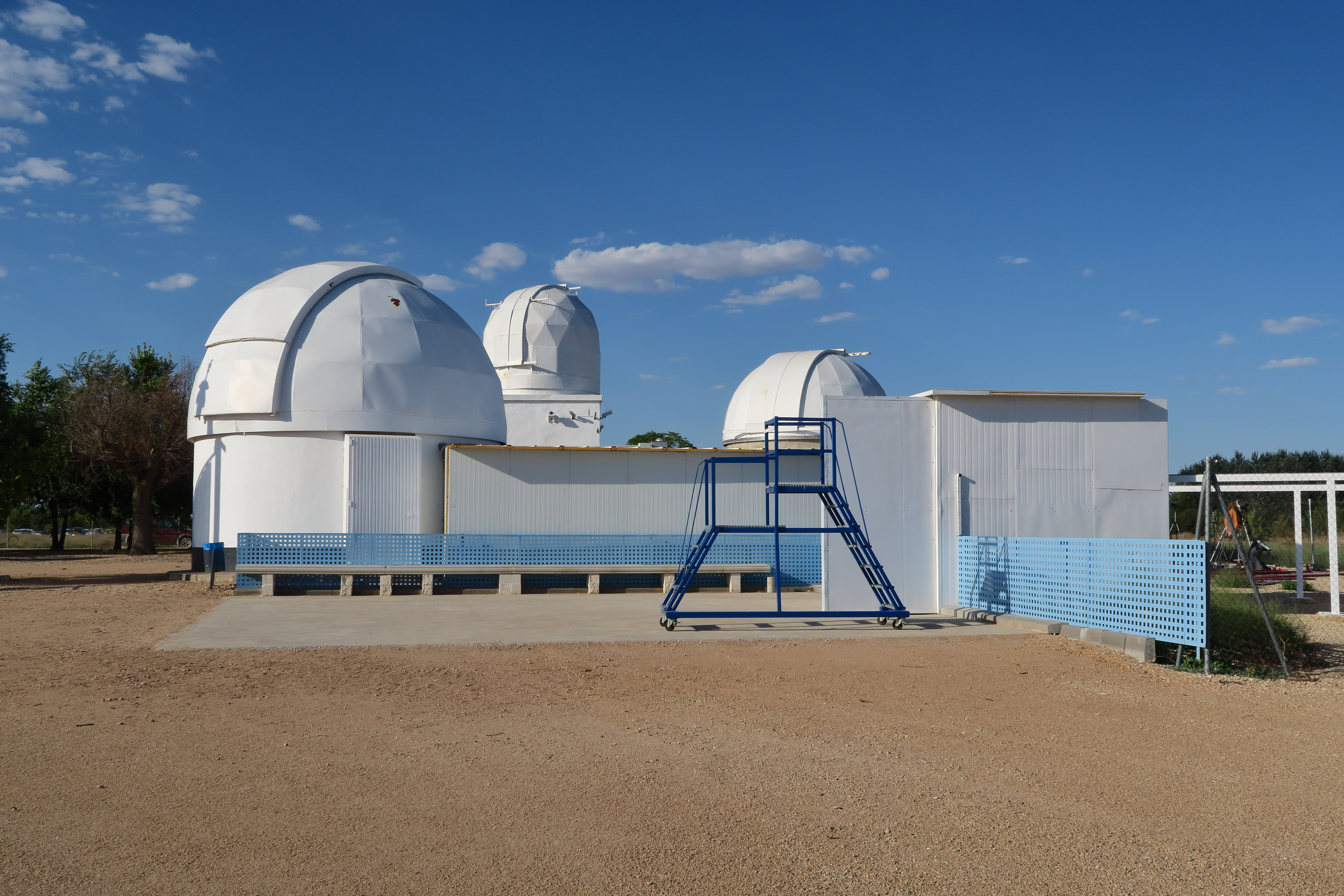
Astronomisches Zentrum mit Observatorium

## Bekannte Personen der Stadt
- Juan Manuel Mercadillo (1643–1704), Dominikaner, Bischof von Cordoba (1695–1704),
- Herminio Molero (* 1948), Künstler
- Félix Madero (* 1959), Soziologe und Politikwissenschaftler